# 1619 год в России
Царствование: 1613—1645 — Михаила Фёдоровича

## События
- 1 июня — по окончании Русско-польской войны (1609—1618) и по условиям Деулинского перемирия обмен польско-русских пленных возле города Вязьмы; освобождение из плена отца царя, патриарха Филарета[1], а также архиепископа Смоленского Сергия и воеводы Михаила Шеина;
- Июнь — возвращение из польского плена отца Михаила Фёдоровича Филарета. Возведение его в сан патриарха Московского.
- 14 июня — торжественная встреча Филарета у Пресни его коленопреклонённым сыном, царём Михаилом[1].
- 24 июня — возведение Филарета в сан патриарха Московского с титулом «великого государя»; начало двоевластия сына и отца (ставшего соправителем под именем Филарета Никитича вплоть до смерти 1 октября 1633)[1].
- 24 июня (4 июля) — Голицын Василий Васильевич перезахоронен братом Иваном Васильевичем в Троице-Сергиевом монастыре[2].
- Июнь — Земский собор постановляет произвести первую поземельную перепись народа, создать особую палату для принятия жалоб на чиновников, спланировать реформу властей на местах и утвердить список расходов царства[3].
- 1619—1620 — Измайлов Артемий Васильевич ведёт переговоры с крымскими послами[4].
- Гороховец разорён отрядами казаков из войска королевича Владислава IV Вазы[5].
- Пожалованы окольничеством: Зюзин Алексей Иванович[6].
- Пожалован боярством: Черкасский Дмитрий Мастрюкович[6].
- Местничество: 
  - Морозов Василий Петрович и Трубецкой Дмитрий Тимофеевич (1619-1620, оба бояре)[7].
  - Левашов Афанасий Никифорович и Исленьев Степан Иванович[7].

- Шуя разорена польско-литовским отрядами и казаками[8].
- Возвращение в Томск из Китая экспедиции Ивана Петлина.
- Начало строительства церкви Покрова в Рубцове.
- Постановление о возвращении на прежние места и десятилетнем сыске беглых посадских людей; образование Сыскного приказа.
- Введение пятилетнего срока сыска беглых крестьян в России.
- Назначение Дмитрия Михайловича Пожарского руководителем ямским приказом.
- Прекращение почти непрерывных заседаний земских соборов.
- Лишение церкви податного иммунитета.
- Размен пленных между Россией и Польшей в числе освобождённых Сергий (архиепископ Смоленский) и воевода Шеин, Михаил Борисович.

## Города и поселения
- Основание Енисейского острога на реке Енисее, ставшего центром русского освоения Восточной Сибири[3].
- 1619—1629 — Кашира, значительно пострадавшая в Смутное время, перенесена на современное место[9].
- Великие Луки, полностью разорённый в 1611 году, восстановлен донскими и уральскими казаками по царскому указу[10].
- В результате пожара полностью сгорел Рузский кремль[11].
- Впервые упоминается Василёва слобода (сов. г. Чкаловск)[12].
- 1619—1625 — в Сольвычегодске на Троицкой стороне возводился новый острог (22 башни, свыше 1,4 км.)[13].
- Основан город Кохма (ныне входит в Ивановскую область)

## Руководители приказов[14]
| Года      | Приказ                | Ф,И,О главы                    | Примечания                   |
| --------- | --------------------- | ------------------------------ | ---------------------------- |
| 1615-1622 | Аптекарский приказ    | Салтыков Михаил Михайлович     |                              |
| 1619—1628 | Ямской приказ         | Пожарский Дмитрий Михайлович   |                              |
| 1617-1626 | Новгородская четверть | Грамотин Иван Тарасьевич       |                              |
| 1619-1626 | Посольский приказ     | Грамотин Иван Тарасьевич       | Первый раз: 1603-1604 и 1605 |
| 1619-1628 | Ямкой приказ          | Пожарский Дмитрий Михайлович   |                              |
| 1617-1619 | Большого прихода      | Измайлов Артемий Васильевич    |                              |
| 1619-1629 | Книгопечатного дела   | Телепнёв Ефим Григорьевич      |                              |
| 1618-1621 | Новая четверть        | Одоевский Иван Никитич Меньшой | Боярин                       |
| 1619-1621 | Владимирский судный   | Одоевский Иван Никитич Меньшой | Боярин                       |

## Воеводы[18]
| Года      | Город     | Ф,И,О воеводы                  | Примечания                     |
| --------- | --------- | ------------------------------ | ------------------------------ |
| 1619      | Алатырь   | Вельяминов Фёдор Кириллович    |                                |
| 1619      | Алексин   | Турчанинов Григорий            |                                |
| 1619-1620 | Алексин   | Исканской Семён Васильевич     |                                |
| 1618-1619 | Арзамас   | Измайлов Иван Васильевич       | Первый раз 1616-1617           |
| 1615-1620 | Астрахань | Хованский Андрей Андреевич     |                                |
| 1619      | Берёзов   | Вельяминов Данила Афанасьевич  |                                |
| 1618-1619 | Болхов    | Татищев Степан Лазаревич       |                                |
| 1619-1620 | Болхов    | Алябьев Григорий Андреевич     |                                |
| 1619      | Боровск   | Игнатьев Фёдор Иванович        |                                |
| 1618-1619 | Брянск    | Барятинский Василий Романович  |                                |
| 1619      | Бежецк    | Языков Максим Семёнович        | Первый раз: 1615-1616          |
| 1618-1619 | Белгород  | Плещеев Фёдор Смердов          | В другом акте Кирилл. Стольник |
| 1619-1620 | Белгород  | Погожев Исаак Семёнович        | Стольник                       |
| 1618-1619 | Белёв     | Сонцов-Засекин Михаил Иванович |                                |
| 1619      | Белёв     | Коробьин Семён Гаврилович      |                                |

## Умерли
- 24 января — Голицын, Василий Васильевич (1572—-1619) — полководец и видный деятель Смутного времени; боярин (с 1591); умер в польском плену[2].
- Исидор (митрополит Новгородский) (? — 10 апреля 1619, Новгород) — митрополит Новгородский и всего Поморья.
- Кирилл (Завидов) († 7 мая 1619) — епископ Русской православной церкви, митрополит Ростовский и Ярославский.